# Neonitocris gaboniensis
Neonitocris gaboniensis là một loài bọ cánh cứng trong họ Cerambycidae.